# آرد آتا
آرد آتا (به انگلیسی: Atta flour) (به هندی: आटा) یا چاکی آتا، آرد گندم غله کامل است که خاستگاه آن شبه‌قاره هند بوده و برای تهیه نان‌های تخت همچون چاپاتی، روتی، نان، پاراتا و پوری مورد استفاده قرار می‌گیرد. این آرد، پرمصرف‌ترین آرد در شبه‌قاره هند است.